# تأبين
التأبين هو الثناء على الإنسان و رِثاؤه بعد موته أو مدحه والبكاء عليه ويكون غالباً أمام الناس، كما يقال التأبين للحفل الذي يقام بعد سنة من وفاة المتوفى لذِكْر محاسن الميت، وتخليدا لذكراه. وعادة ما يتم في«التأبين» إلقاء بعض الكلمات من الأقرباء والأصدقاء وذِكر البعض للأعمال الصالحة التي قام بها المتوفي. وهذه عادة ما تكون لشخصية سياسية أو فنان من نوع ما كرسام أو شاعر أو فيلسوف. والتأبين في الديانة المسيحية يتم يوم الدفن في الكنيسة من قبل الكاهن أو المطران أو البطرك أو من ينوبه، حيث يصار إلى شرح معنى الحياة والموت ويليه تعداد الصفات الحميدة للمتوفي وبعد ذلك يتم القاء تأبينات نثرية أو شعرية خارج الكنيسة من قبل صديق للعائلة أو من قبل شاعر كلّف من العائلة لهذه الغاية. وهذه التأبينات ليست دائمة بل هي خاصة ومحدودة . كما يتم التأبين أيضا في ذكرى الأربعين للمتوفي، وفي حالات خاصة في الذكرى السنوية للمتوفي .